# Siegel von Mindaugas

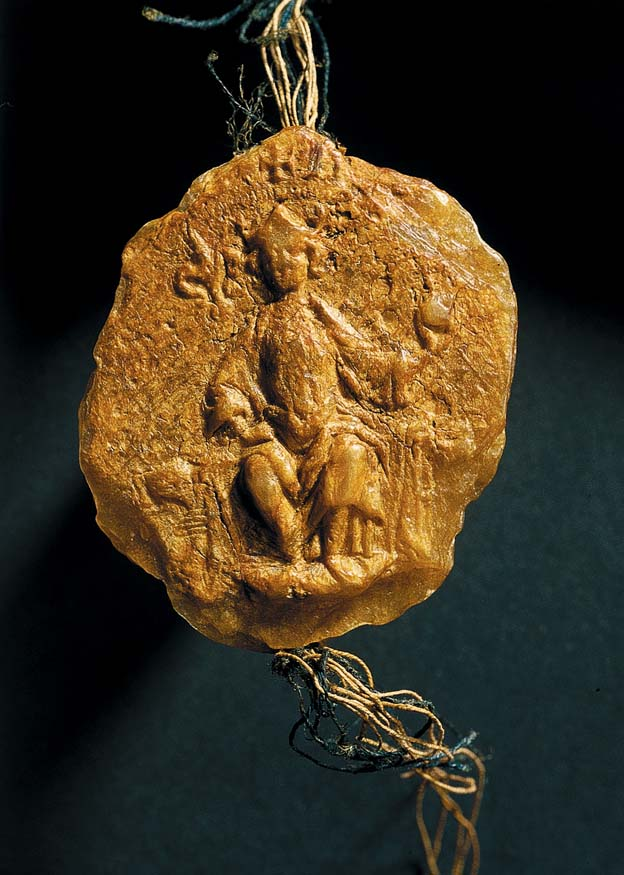
Siegel von Mindaugas

Das Siegel von Mindaugas (litauisch: Mindaugo antspaudas) ist ein mittelalterliches Siegel, das am Vertrag vom Oktober 1255 von Mindaugas, dem König von Litauen, angebracht wurde, der den Deutschen Rittern Sēlija gewährte. Eine akademische Debatte ist im Gange, um die Echtheit der Tat und des Siegels zu bestimmen, da sie möglicherweise von den Rittern gefälscht wurden. Wenn es authentisch ist, dann ist das Siegel die einzige erhaltene zeitgenössische Darstellung von Mindaugas. Als wichtigstes erhaltenes Artefakt aus der Zeit von Mindaugas war das Siegel ein Herzstück einer Sonderausstellung, die 2003 vom Nationalmuseum Litauens zum Gedenken an den 750. Jahrestag der Krönung von Mindaugas organisiert wurde.